# Joaquim Carreira

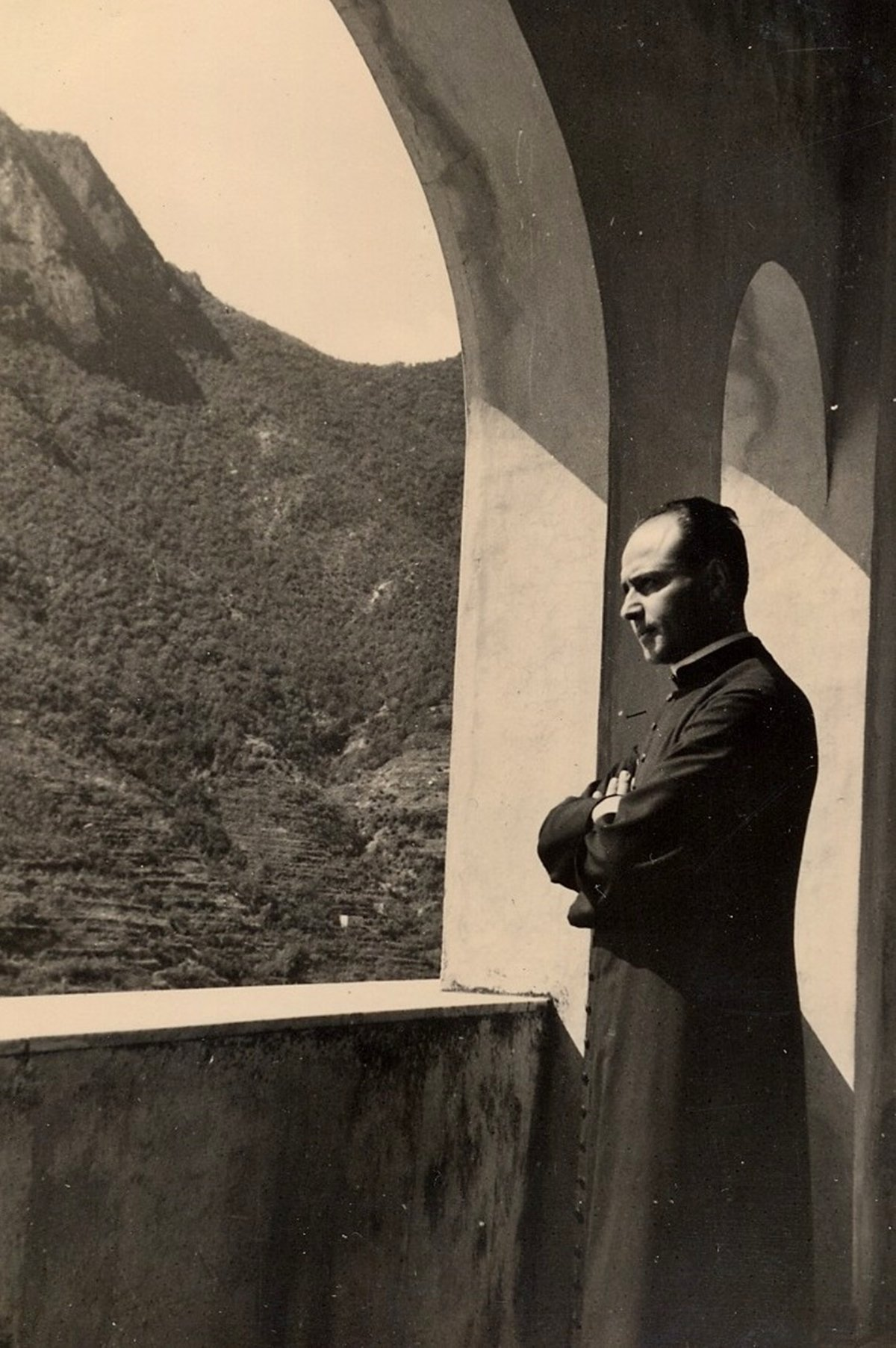
Joaquim Carreira, fotografado em 1942

Joaquim Carreira (Souto de Cima, Caranguejeira, Leiria, 8 de setembro de 1908 – Roma, 7 de dezembro de 1981) foi um sacerdote português.

## Biografia
O Monsenhor Joaquim Carreira foi ordenado padre em 1931. Também tinha formação na pilotagem de aviões.
Foi vice-reitor e reitor do Colégio Pontifício Português, de Roma, entre 1940 e 1954. Nessa altura, passou pela Segunda Guerra Mundial.
A 13 de maio de 1946, foi agraciado com o grau de Comendador da Ordem de Benemerência. A 23 de novembro de 1951, foi agraciado com o grau de Grande-Oficial da Ordem Militar de Cristo.
Em 2015, recebeu, a título póstumo, a medalha de “Justo entre as Nações” pela sua acção de protecção e salvamento de judeus italianos da perseguição nazi. A distinção foi decidida em 2 de fevereiro de 2010, pelo Yad Vashem - Autoridade Nacional para a Memória dos Mártires e Heróis do Holocausto.